# Lionginas Virbalas
Lionginas Virbalas (Biržai, 6 luglio 1961) è un arcivescovo cattolico lituano, dal 1º marzo 2019 arcivescovo emerito di Kaunas.

## Biografia
Monsignor Lionginas Virbalas è nato a Biržai il 6 luglio 1961.

### Formazione e ministero sacerdotale
Nel 1979 ha concluso gli studi secondari a Biržai. Nei due anni successivi ha studiato all'Istituto di ingegneria civile di Vilnius. Dal 1981 al 1983 ha svolto il servizio militare nell'Esercito sovietico.
Ha trascorso un periodo di formazione in un seminario clandestino a causa dell'opposizione delle autorità sovietiche, lavorando contemporaneamente come sagrestano a Linkmenys. Nel 1986 è riuscito a entrare nel seminario interdiocesano di Kaunas. Nel 1989 è entrato nella Compagnia di Gesù.
Il 30 maggio 1991 è stato ordinato presbitero. Dal 1992 al 1994 ha studiato teologia spirituale presso la Pontificia Università Gregoriana conseguendo la licenza.
Dal 1994 al 1995 è stato assistente del maestro dei novizi in Austria, frequentando allo stesso tempo i corsi di Sacra Scrittura presso la Facoltà di teologia cattolica all'Università di Innsbruck. Dal 1995 al 1997 ha esercitato il ministero pastorale come rettore della chiesa dei gesuiti a Kaunas e come docente di Sacra Scrittura presso la locale Facoltà di teologia.
Dal 1997 al 1998 ha svolto l'ultima tappa di formazione tra i gesuiti a Salamanca, in Spagna. È stato poi rettore della chiesa di San Casimiro a Vilnius dal 1997 al 2005 e docente di teologia spirituale nel seminario maggiore dal 1999 al 2004. Dal 2001 al 2003 è stato membro della commissione per la vita dei sacerdoti e la promozione delle vocazioni della Conferenza episcopale della Lituania.
Il 27 settembre 2003 ha emesso la professione solenne. Nel 2003 è stato nominato consultore della curia provinciale dei gesuiti di Lituania e direttore di una casa per esercizi spirituali. Dal 2005 al 2009 è stato segretario generale aggiunto della Conferenza episcopale della Lituania. È poi stato parroco della parrocchia di San Casimiro a Vilnius dal 2009 al 2010 e rettore del Pontificio collegio russo di Santa Teresa del Bambino Gesù a Roma dal 2010 al 2013.

### Ministero episcopale
Il 6 giugno 2013 papa Francesco lo ha nominato vescovo di Panevėžys, Ha ricevuto l'ordinazione episcopale il 10 agosto successivo nella cattedrale di Cristo Re a Panevėžys dal cardinale Audrys Juozas Bačkis, arcivescovo emerito di Vilnius, co-consacranti l'arcivescovo metropolita di Kaunas Sigitas Tamkevičius e il vescovo emerito di Panevėžys Jonas Kauneckas. Durante la stessa celebrazione ha preso possesso della diocesi.
Nel febbraio del 2015 ha compiuto la visita ad limina.
L'11 giugno 2015 papa Francesco lo ha nominato arcivescovo metropolita di Kaunas. Ha preso possesso dell'arcidiocesi l'11 luglio successivo. È stato amministratore apostolico della diocesi di Panevėžys fino al 20 maggio 2016.
Dal 28 ottobre 2014 al 20 novembre 2017 è stato vicepresidente della Conferenza episcopale della Lituania. È stato anche presidente della commissione liturgica e presidente della commissione per i media dal 2015 al 2017.
Il 1º marzo 2019 papa Francesco ha accettato la sua rinuncia al governo pastorale dell'arcidiocesi per motivi di salute. In seguito ha dichiarato di voler tornare alla sua missione iniziale di sacerdote.
Oltre al suo nativo lituano, parla anche italiano, spagnolo, russo e tedesco.

## Genealogia episcopale e successione apostolica
La genealogia episcopale è:
- Cardinale Scipione Rebiba
- Cardinale Giulio Antonio Santori
- Cardinale Girolamo Bernerio O.P.
- Arcivescovo Galeazzo Sanvitale
- Cardinale Ludovico Ludovisi
- Cardinale Luigi Caetani
- Cardinale Ulderico Carpegna
- Cardinale Paluzzo Paluzzi Altieri degli Albertoni
- Papa Benedetto XIII
- Papa Benedetto XIV
- Papa Clemente XIII
- Cardinale Enrico Benedetto Stuart
- Papa Leone XII
- Cardinale Chiarissimo Falconieri Mellini
- Cardinale Camillo Di Pietro
- Cardinale Mieczysław Halka Ledóchowski
- Cardinale Jan Maurycy Paweł Puzyna de Kosielsko
- Arcivescovo Józef Bilczewski
- Arcivescovo Bolesław Twardowski
- Arcivescovo Eugeniusz Baziak
- Papa Giovanni Paolo II
- Cardinale Audrys Juozas Bačkis
- Arcivescovo Lionginas Virbalas, S.I.

La successione apostolica è:
- Vescovo Algirdas Jurevičius (2018)